# Oh Teacher
Oh Teacher é um curta-metragem de animação produzido nos Estados Unidos, dirigido por Walt Disney e lançado em 1927.